# FK Panevėžys
El FK Panevėžys és un club de futbol lituà de la ciutat de Panevėžys. L'equip es va fundar el 2015.

## Palmarès
- Lliga lituana de futbol: 1
  - 2023

- Copa lituana de futbol: 1
  - 2020

- Supercopa lituana de futbol: 2
  - 2021, 2024

- 1 Lliga lituana de futbol: 1
  - 2018

## Plantilla 2025
La relació de jugadors de la plantilla del Panevėžys la temporada 2025 és la següent:
| 1  | POR | [[Fitxer:Flag of Lithuania.svg\|23x15px\|border \|alt=Lituània\|link=Selecció de futbol de Lituània\|{{#if:\|]]            | Vytautas Černiauskas |  |  |  |  |  |
| 22 | POR | [[Fitxer:Flag of Moldova.svg\|23x15px\|border \|alt=República de Moldàvia\|link=Selecció de futbol de Moldàvia\|{{#if:\|]] | Emil Tîmbur          |  |  |  |  |  |
|    |     | |                      |  |  |  |  |  |
| 2  | DEF | [[Fitxer:Flag of Lithuania.svg\|23x15px\|border \|alt=Lituània\|link=Selecció de futbol de Lituània\|{{#if:\|]]            | Linas Klimavičius    |  |  |  |  |  |
|    |     | |                      |  |  |  |  |  |
| 7  | MIG | [[Fitxer:Flag of Lithuania.svg\|23x15px\|border \|alt=Lituània\|link=Selecció de futbol de Lituània\|{{#if:\|]]            | Ernestas Veliulis    |  |  |  |  |  |
|    |     | |                      |  |  |  |  |  |
| 11 | DAV | [[Fitxer:Flag of Nicaragua.svg\|23x15px\|border \|alt=Nicaragua\|link=Selecció de futbol de Nicaragua\|{{#if:\|]]          | Ariagner Smith       |  |  |  |  |  |
| 88 | DAV | [[Fitxer:Flag of Lithuania.svg\|23x15px\|border \|alt=Lituània\|link=Selecció de futbol de Lituània\|{{#if:\|]]            | Žygimantas Baguška   |  |  |  |  |  |

## Futbolistes destacats
- Paulius Janušauskas
- Mantas Savėnas
- Ergys Kaçe (2022)

## Entrenadors
- Virginijus Liubšys (2015–2017)
- Mantas Savėnas (2017)
- Albertas Klimavičius (2017)[1]
- Alexandru Curteian (2018–2020)[2]
- Joao Martins (2020)
- Luis Andrade Olim (2021)
- Valdas Urbonas (2021-2022)
- Gino Lettieri (2022–2024)